# 马刚街道
马刚街道，是中华人民共和国辽宁省沈阳市沈北新区下辖的一个乡镇级行政单位。

## 行政区划
马刚街道下辖以下地区：
马刚社区、王岗台社区、柳条河社区、树林子社区、铁营子社区、董楼子社区、洋什社区、下寺社区、苇塘沟社区和中寺社区。